# Discovery Bay (Califòrnia)
Discovery Bay és una concentració de població designada pel cens dels Estats Units a l'estat de Califòrnia. Segons el cens del 2000 tenia 8.981 habitants.

## Demografia
Segons el cens del 2000, Discovery Bay tenia 8.981 habitants, 3.349 habitatges, i 2.635 famílies. La densitat de població era de 429,2 habitants per km².
Dels 3.349 habitatges en un 33,7% hi vivien nens de menys de 18 anys, en un 71,3% hi vivien parelles casades, en un 4,3% dones solteres, i en un 21,3% no eren unitats familiars. En el 14% dels habitatges hi vivien persones soles el 2,9% de les quals corresponia a persones de 65 anys o més que vivien soles. El nombre mitjà de persones vivint en cada habitatge era de 2,64 i el nombre mitjà de persones que vivien en cada família era de 2,91.
Per edats la població es repartia de la següent manera: un 24,5% tenia menys de 18 anys, un 4,4% entre 18 i 24, un 33% entre 25 i 44, un 29,5% de 45 a 60 i un 8,6% 65 anys o més.
L'edat mediana era de 39 anys. Per cada 100 dones de 18 o més anys hi havia 106,6 homes.
La renda mediana per habitatge era de 89.915 $ i la renda mediana per família de 90.272 $. Els homes tenien una renda mediana de 66.121 $ mentre que les dones 41.850 $. La renda per capita de la població era de 41.313 $. Entorn de l'1,9% de les famílies i el 3,3% de la població estaven per davall del llindar de pobresa.

## Poblacions més properes
El següent diagrama mostra les poblacions més properes.